# 洛阳大学
洛阳大学，是1980年至2007年间曾经存在的一所高等院校。学校创办于1980年9月，是利用世界银行教育贷款，和洛阳市财政投入建设的一座全日制普通专科院校，特别是1997年洛阳大学开始在洛河南岸，洛龙区建设新校园。1999年，洛阳大学迁往新校址。在原址上还保留了洛阳大学成人学院等一些附属设施。

## 合并与升本
在2006年以前，洛阳大学一直是一所专科院校，在校长赵金昭的领导下，洛阳大学曾经多次进行过升本的努力，但是一直没有成功。直到2007年与另外一所专科院校洛阳工业高等专科学校合并成为洛阳理工学院的一部分。

### 重要中心、研究院、研究所
- 洛阳大学东方学院辞赋研究所